# ولادیمیر مدینسکی
ولادیمیر مدینسکی (روسی: Владимир Ростиславович Мединский؛ زادهٔ ۱۸ ژوئیهٔ ۱۹۷۰) یک سیاست‌مدار اهل اتحاد جماهیر شوروی سوسیالیستی است.